# David Wingrove
Pour les articles homonymes, voir Wingrove.
Œuvres principales
- Zhongguo
- Myst

David Wingrove, né le 1er septembre 1954 à Battersea nord dans Londres, est un auteur britannique de science fiction et de fantasy. Il est connu pour être l'auteur du cycle Zhongguo ainsi que pour avoir coécrit, avec Rand et Robyn Miller, les trois romans du cycle Myst.

## Biographie
David Wingrove obtient son diplôme d'études bancaires à dix-huit ans. Il commença sa carrière dans le secteur de l'industrie bancaire où il exerça pendant sept ans. 
Passionné de science-fiction et par les ouvrages d'auteurs tel qu'Asimov, Heinlein, Delany, Silverberg, Le Guin, Aldiss et Zelazny, il se lance dans l'écriture en 1972 et écrit de nombreux romans et nouvelles qui ne seront, pour la plupart, pas publiés.
Poussé par sa femme, Susan Oudot, agent littéraire et auteur, il quitte son métier en 1979 pour se lancer dans des études de littérature anglaise et américaine à l'université du Kent.
Une fois son doctorat obtenu il se lance dans l'écriture de la série Zhongguo. Après quatre années d'écriture (de 1984 à 1988) le premier tome paraît en 1989.
David Wingrove habite à Londres avec sa femme Susan et ses quatre filles Jessica, Amy, Georgia, etFrancesca.

## Carrière littéraire
Entre 1972 et 1982 il écrivit plus de 300 nouvelles et quinze romans, dont aucun ne sera publié.
Entre 1984 et 1988 il travailla sur le début d'une série de romans nommée A Perfect Art. Avant publication le nom fut modifié pour A Spring Day at the Edge of the World avant d'être finalement renommé Chung Kuo. C'est sous ce titre que la série fut vendue à dix-huit éditeurs de par le monde. Le nom Chung Kuo devint Zhongguo pour la version française. Sur les neuf volumes initialement envisagés seul huit virent le jour du fait de l'érosion des ventes puis de l'annulation de la série par l'éditeur. Le huitième tome qui dut être adapté pour conclure prématurément la série laissa un goût d'inachevé tant à l'auteur qu'à ses lecteurs. Seuls les trois premiers volumes, qui forment une trilogie à part entière, furent traduits et publiés en France.
En 2008, Nicolas Cheetham, des éditions Quercus, racheta les droits de la série et envisagea un redécoupage et une réédition de la série. Ce projet, qui devait comporter dix-huit volumes avec notamment une fin réécrite ainsi qu'une préquelle inédite, fut abandonné par Quercus après le départ de Cheetman. Cheetman racheta en 2009 les droits de la série pour son nouvel éditeur, Corvus Atlantic. Cette réédition, initialement prévue de septembre 2010 à mai 2014, fut repoussée au printemps 2011 et la préquelle inédite comporta finalement deux volumes Son of Heaven et Daylight on Iron Mountain. La publication s'est arrêtée en 2014 au bout de huit tomes.
Wingrove travaillerait actuellement sur un nouveau roman Dawn in Stone City dont l'action se situerait dans l'univers de Zhongguo ainsi que sur trois autres romans totalement différents The Beast with Two Backs, Heaven's Bright Sun et Roads to Moscow[réf. souhaitée].

## Œuvres

### Zhongguo

#### Série d'origine
1. L'Empire du Milieu, Florent Massot, 2002 ((en) The Middle Kingdom, 1989)Réédité par L'Atalante dans la collection La Dentelle du cygne en 2007
2. La Roue brisée, L'Atalante, coll. La Dentelle du cygne, 2008 ((en) The Broken Wheel, 1990)
3. La Montagne blanche, L'Atalante, coll. La Dentelle du cygne, 2009 ((en) The White Mountain, 1991)
4. (en) The Stone Within, 1992
5. (en) Beneath the Tree of Heaven, 1993
6. (en) White Moon, Red Dragon, 1994
7. (en) Days of Bitter Strength, 1995
8. (en) The Marriage of the Living Dark, 1997

#### Nouvelle série
1. Fils du ciel, L'Atalante, coll. La Dentelle du cygne, 2012 ((en) Son of Heaven, 2011)
2. Lever du jour sur la montagne de fer, L'Atalante, coll. La Dentelle du cygne, 2013 ((en) Daylight on Iron Mountain, 2011)
3. L'Empire du Milieu, L'Atalante, coll. La Dentelle du cygne, 2013 ((en) The Middle Kingdom, 2012)
4. La Glace et le Feu, L'Atalante, coll. La Dentelle du cygne, 2013 ((en) Ice and Fire, 2012)
5. L'Art de la guerre, L'Atalante, coll. La Dentelle du cygne, 2013 ((en) The Art of War, 2013)
6. Une mesure de cendres, L'Atalante, coll. La Dentelle du cygne, 2014 ((en) An Inch of Ashes, 2013)
7. La Roue brisée, L'Atalante, coll. La Dentelle du cygne, 2015 ((en) The Broken Wheel, 2013)
8. La Montagne blanche, L'Atalante, coll. La Dentelle du cygne, 2015 ((en) The White Mountain, 2014)

### SérieMyst
Cette série est coécrite avec Rand et Robyn Miller.
1. Myst : Le Livre d'Atrus, J'ai lu, 1996 ((en) The Book of Atrus, 1996)
2. Myst : Le Livre de Ti'ana, J'ai lu, 1997 ((en) The Book of Ti'ana, 1997)
3. Myst : Le Livre de D'ni, J'ai lu, 1999 ((en) The Book of D'ni, 1997)

### SérieRoads to Moscow
1. (en) The Empire of Time, 2014
2. (en) The Ocean of Time, 2015
3. (en) The Master of Time, 2016

### Romans indépendants
- (en) The Trillion-Year Spree, 1986Écrit avec Brian Aldiss.